# Augusta Åkerlöf
Augusta Amalia Carolina Åkerlöf född 16 december 1829 i Stockholm, död 1 augusti 1878 i Hedvig Eleonoras församling, Stockholm, var en svensk målare, tecknare och kopist.
Hon var dotter till styckjunkaren Erik August Åkerlöf och hans hustru Amalia Sofia Vilhelmina född Rechardt. Hon utförde teckningar med blyerts och krita och målningar med olja på duk. De flesta av hennes bevarade målningar är porträtt. Flera av hennes verk är kopior av andra konstnärers verk. Åkerlöf är representerad i Gripsholmssamlingsarna med ett porträtt av Karl XV:s kammarlakej 'morianen' John Panzio Toxon och ett porträtt av drottning Louise av Danmark. I Västerhejde kyrka på Gotland hänger på långhusets vägg hennes målning Korsbärningen som skänktes till kyrkan av prinsessan Eugénie. Åkerlöf finns även representerad vid Uppsala universitet med ett porträtt av Oskar I som är en kopia efter Fredric Westins målning och på Nationalmuseum med oljemålningen En Carl XV:s drabant och en Rökstuga i Hardanger (kopia efter Adolph Tidemand).

## Galleri

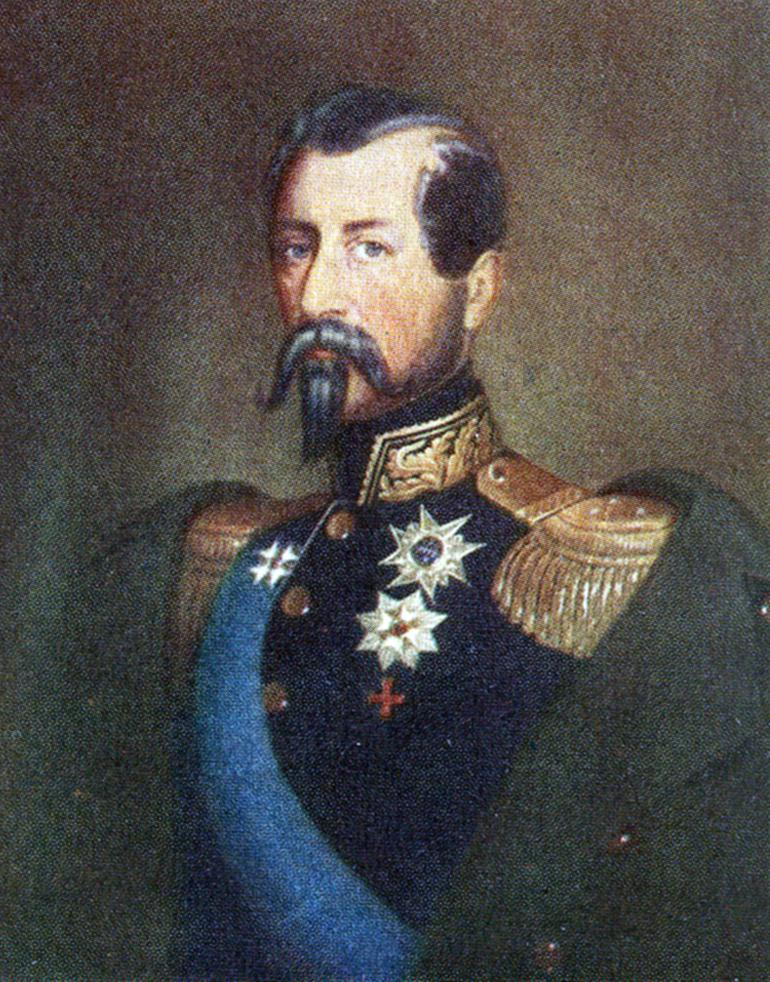
Oscar I
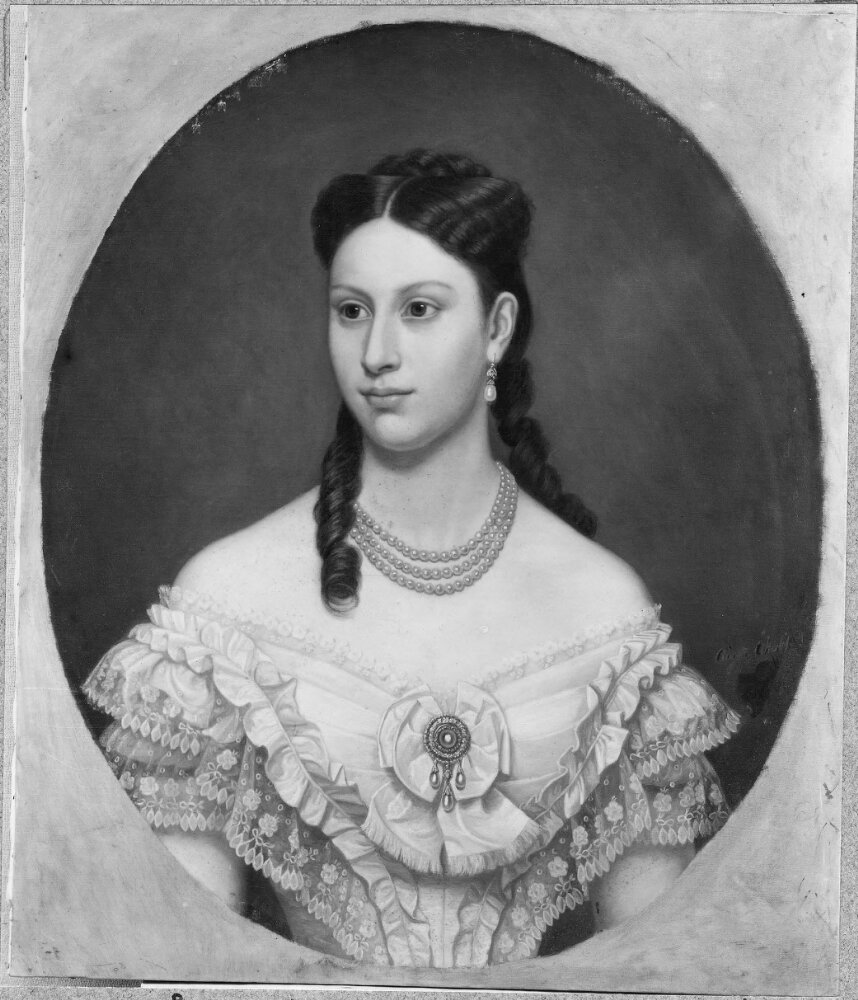
Prinsessan Louise
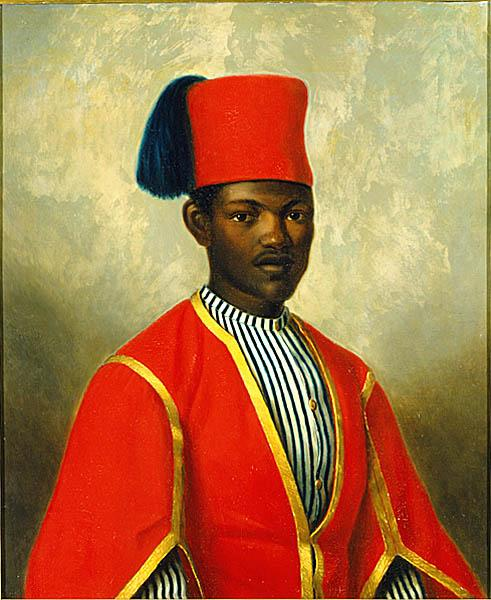
John Panzio Toxon